# Konstitutionen år VIII

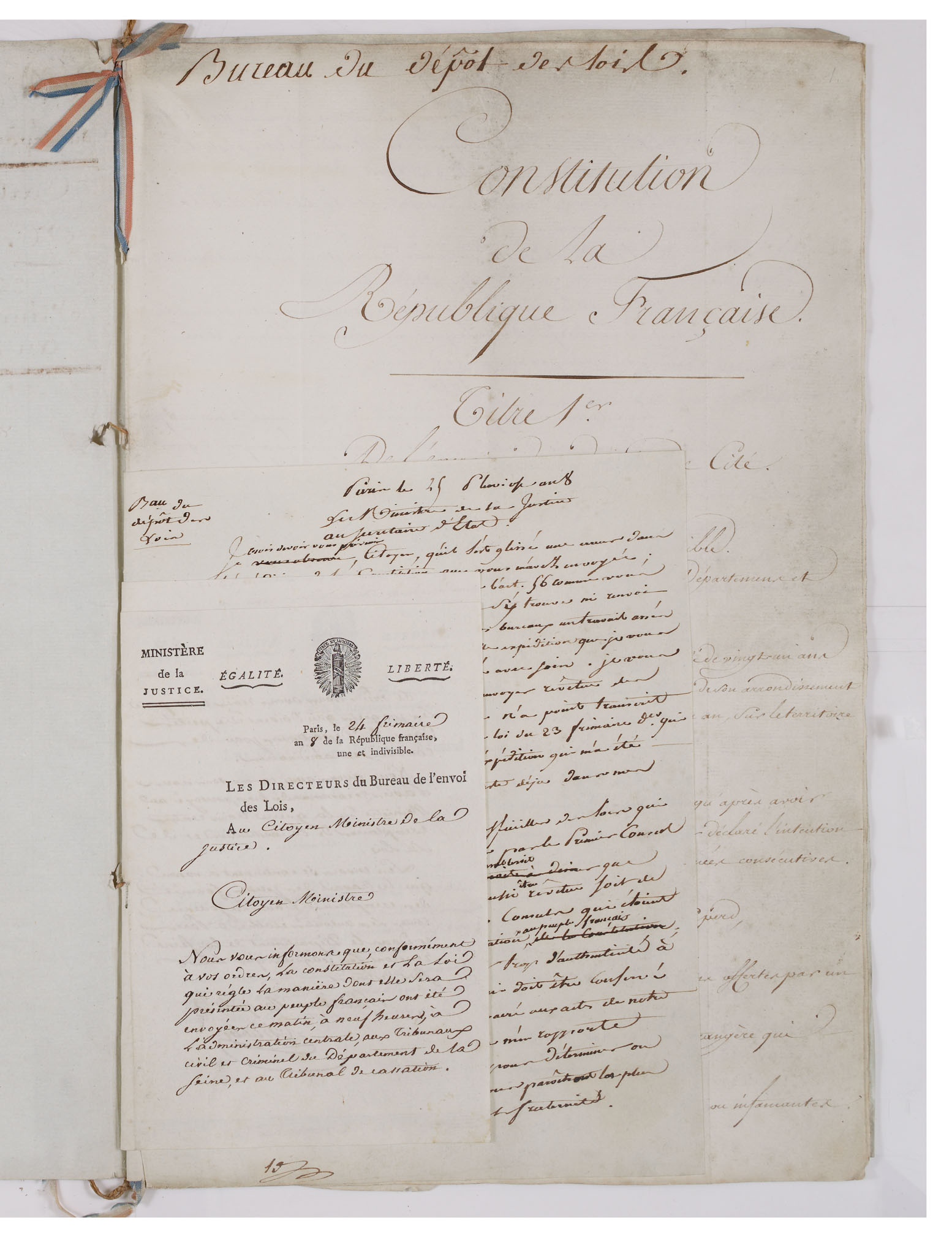
Konstitutionen år VIII.

Konstitutionen år VIII var en författning i Frankrike som efter brumairekuppen lade grunden för Franska konsulatet. Konstitutionen antogs den 22 frimaire år VIII (den 24 december 1799) och gjorde i praktiken Napoleon Bonaparte till envåldshärskare. Antagandet av konstitutionen har beskrivits som slutet på den franska revolutionen.

## Innehåll
Uppdraget att utarbeta förslag till en ny författning gick först till Emmanuel Joseph Sieyès. Hans grundsats var: förtroende nedifrån, makt uppifrån. I spetsen för staten ställde han en storvalherre (Grand Électeur), vars uppgift egentligen var representativ och som i övrigt endast hade i uppdrag att utse två konsuler, en för det inre, en för utrikespolitik och krig. Den lagstiftande makten splittrades mellan tre myndigheter: en senat, framgången ur folkets val och med uppgift att förbereda lagförslag och utnämna medlemmarna av de båda andra korporationerna, ett tribunat som skulle rådslå om de lagar senaten föreslagit, och en lagstiftande kår som endast fick anta eller förkasta förslagen.
Bonaparte ska då ha sagt att en författning måste vara kort och oklar. Han lät till en början saken ha sin gång, men därpå ingrep han kraftigt i arbetet med den nya konstitutionen. Han genomdrev att statens högsta myndighet skulle utgöras av tre konsuler, valda på tio år, och av dem skulle den förste konsuln vara nära nog allsmäktig. Denna post skulle han själv få.
Förste konsuln skulle inneha den verkställande makten, utnämna och avskeda civila ämbetsmän, officerare och domare. Konsulerna skulle vara oansvariga, men ministrarna ansvariga både uppåt och nedåt. Vidare skulle finnas ett statsråd, vars verkningskrets lämnades obestämd så att det kunde bli ett verktyg för de högsta makthavarna. Rådet bestod av 40, sedan 50, fackmän och blev en förvaltande myndighet som omfattade cheferna för administrationens olika huvudgrenar och utövade en halvt lagstiftande, halvt lagskipande verksamhet.
En ministär skulle tillsättas, ansvarig endast inför förste konsuln. För övrigt skulle det, som Sieyés föreslagit, finnas en senat, ett tribunat och en lagstiftande kår, vars ledamöter skulle ha höga löner men föga inflytande. Lagstiftningen delades mellan två kamrar, som saknade initiativ, såg sin makt kringskuren genom det av förste konsuln beroende statsrådet och av senaten och som var berövade den styrka som ligger i att ha framgått ur folkets val. Det motstånd som skulle kunna uppstå i tribunatet blev till intet gentemot konsulns statsråd och konsulns ämbetsmän.
Sieyés förment republikanska konstitution blev genom Bonapartes ingripande på så sätt ett verktyg för despotismen. Sieyés vågade inte sätta sig emot; i stället fick han en stor egendom som "nationalbelöning" samt värdigheten av president i senaten.
Författningen tryggade innehavarna av nationalgods i besittningen av dem och fasthöll lagstiftningen mot emigranterna men undvek principfrågor.
När författningen blev föremål för folkomröstning blev den så gott som enhälligt antagen.